# Чубаров, Игорь Николаевич
И́горь Никола́евич Чуба́ров (род. 23 февраля 1947) — российский дипломат.

## Биография
Окончил Московский государственный институт международных отношений (МГИМО) МИД СССР (1977). Владеет английским и амхарским языками. На дипломатической работе с 1980 года.
- В 1980—1986 годах — сотрудник Посольства СССР в Эфиопии.
- В 1989—1991 годах — первый секретарь Посольства СССР в Сомали.
- В 1991—1992 годах — первый секретарь Посольства СССР, России в Сьерра-Леоне.
- В 1992—1994 годах — советник Посольства России в Нигерии.
- В 1994—1997 годах — советник Департамента Африки МИД России.
- В 1997—2002 годах — советник-посланник Посольства России в Эфиопии.
- В 2002—2006 годах — начальник отдела Департамента Африки МИД России.
- В 2006—2009 годах — советник-посланник Посольства России в Эфиопии.
- С 25 февраля 2009 по 19 января 2015 года — чрезвычайный и полномочный посол России в Эритрее[1][2].

## Дипломатический ранг
Чрезвычайный и полномочный посланник 1 класса (6 сентября 2011).

## Семья
Женат, имеет сына и дочь.